# Allium parishii
Allium parishii — вид трав'янистих рослин родини амарилісові (Amaryllidaceae), ендемік штатів Аризона й Каліфорнія, США.

## Опис
Цибулин 1–2, яйцюваті, 1–1.5 × 0.8–1.3 см; зовнішні оболонки від коричневого до червонувато-коричневого забарвлення, перетинчасті; внутрішні оболонки від рожевого до червонувато-коричневого забарвлення. Листки стійкі, в'януть від кінчика в період цвітіння, 1; листові пластини циліндричні, 5–30 см × 1–3 мм. Стеблина стійка, одиночна, прямостійна, циліндрична, 5–25 см × 1–3 мм. Зонтик стійкий, прямостійний, компактний, 6–15-квітковий, півсферичний, цибулинки невідомі. Квіти вузько-дзвінчасті, 12–18 мм; листочки оцвітини прямостійні, розлогі на кінчиках, блідо-рожеві з темнішими серединними жилками, від ланцетних до ланцетно-лінійних, ± рівні, внутрішні трохи коротші та вужчі від зовнішніх, краї цілі, верхівка гостра. Пиляки жовті; пилок жовтий. Насіннєвий покрив тьмяний або блискучий. 2n = 14.
Період цвітіння: квітень — травень.

## Поширення
Ендемік штатів Аризона й Каліфорнія, США.
Населяє кам'янисті, піщані пустельні схили; 900—1400 м.